# Cinema Malayalam
Il Cinema Malayalama, conosciuto come Mollywood, è l'industria del cinema indiano dello stato meridionale del Kerala in Lingua malayalam.
È la quarta più grande industria del cinema in India.
I film prodotti sono conosciuti per le trame realistiche guidate da una storia. Opere come Marana Simhasanam  e Vanaprastham sono state visionate nella sezione Un Certain Regard al 1999 Cannes Film Festival
Marana Simhasanam vince il premio Caméra d'Or dell'anno.
Nel 1982, Elippathayam ha vinto il trofeo Sutherland Trophy al London Film Festival, e il Most Original Imaginative Film del 1982 del British Film Institute. Guru (1997) di Rajiv Anchal e Adaminte Makan Abu (2011) di Salim Ahamed sono film Malayalam inviati dall'India per la categoria Oscar al miglior film in lingua straniera agli Academy Awards. Adoor Gopalakrishnan ha vinto l'International Film Critics Prize (FIPRESCI) per le sue opere Mukhamukham (1984), Anantaram (1987), Mathilukal (1989), Vidheyan (1993), Kathapurushan (1995), e Nizhalkkuthu (2002).